# Tehongdan
Tehongdan (hangul: 대홍단군, Tehongdan-kun, handzsa: 大紅湍郡, RR: Taehongdan-kun, ’nagy vörös sodrás’) megye Észak-Koreában Rjanggang (Ryanggang) tartományban.

## Földrajza
Tehongdan (Taehongdan) a Pektu (Paektu) fennsíkjának északnyugati részén, a kínai–észak-koreai határnál helyezkedik el. Északról a Tumen folyó határolja, amely túlpartján már Kína található. Keletről Észak-Hamgjong (Hamgyŏng) tartomány (Muszan (Musan) és Jonsza (Yŏnsa) megyék), nyugatról Szamdzsijon (Samjiyŏn), délről pedig Pegam (Paegam) megye határolja.
Legmagasabb pontja az 1526 méteres Csangcshongszan (장청산, Changch'ŏngsan). A megye területének közel 91 százalékát erdők uralják. Elhelyezkedése miatt kontinentális éghajlattal rendelkezik, hideg telek jellemzik.

## Közigazgatása
Tehongdan (Taehongdan) 1 községből (up (ŭp)) és 9 munkásnegyedből (rodongdzsagu (rodongjagu)) áll:
| - Tehongdan-up (대홍단읍; 大紅湍邑, Taehongdan-ŭp) - Hongam-rodongdzsagu (홍암로동자구; 紅岩勞動者區, Hongam-rodongjagu) - Kecshok-rodongdzsagu (개척로동자구; 開拓勞動者區, Kaech'ŏk-rodongjagu) - Nongsza-rodongdzsagu (농사로동자구; 農事勞動者區, Nongsa-rodongjagu) - Szambong-rodongdzsagu (삼봉로동자구; 三峰勞動者區, Sambong-rodongjagu) | - Szamdzsang-rodongdzsagu (삼장로동자구; 三長勞動者區, Samjang-rodongjagu) - Sindok-rodongdzsagu (신덕로동자구; 新德勞動者區, Sindŏk-rodongjagu) - Sinhung-rodongdzsagu (신흥로동자구; 新興勞動者區, Sinhŭng-rodongjagu) - Szodu-rodongdzsagu (서두로동자구; 西頭勞動者區, Sŏdu-rodongjagu) - Jugok-rodongdzsagu (유곡로동자구; 楡谷勞動者區, Yugok-rodongjagu) |

## Gazdaság
A megye gazdasága annak természetes adottságai miatt jórészt erdőgazdálkodásból épül fel. Vezető gazdasági szektor továbbá a mezőgazdaság; burgonyát, szójababot, búzát, és árpát termesztenek. Tehongdan (Taehongdan) megyére jellemző még a sertéstenyésztés, az ipar jelenléte azonban csekély.

## Oktatás
Tehongdan (Taehongdan) megyében egy szakközépiskola, 12 középiskola, és 14 általános iskola van. Itt található továbbá az Agrártudományi Akadémia burgonya-laboratóriuma.

## Közlekedés
Tehongdan (Taehongdan-)t közutakon lehet megközelíteni.